# Politikåret 1836

## Händelser
- 2 mars – Republiken Texas utropas i Nordamerika.[1]
- 15 mars - Arkansas blir delstat i USA.[2]
- 4 juli – Wisconsinterritoriet upprättas i USA.[3]
- 10 november - Thomas Fasting efterträder Jonas Collett som Norges förstestatsråd.[4]
- 28 december - Spanien erkänner Mexiko.[5]

## Avlidna
- 28 juni – James Madison, amerikansk politiker, representanthusledamot 1789–1797, USA:s utrikesminister 1801–1809, USA:s president 1809–1817.

### Fotnoter
1. ↑  ”Texas” (på engelska). World Statesmen. http://www.worldstatesmen.org/United_States.html#Texas. Läst 29 juli 2015.
2. ↑  ”Arkansas” (på engelska). World Statesmen. http://www.worldstatesmen.org/US_states_A-D.html#Arkansas. Läst 29 juli 2015.
3. ↑  ”Wisconsin” (på engelska). World Statesmen. http://www.worldstatesmen.org/US_states_V-W.html#Wisconsin. Läst 29 juli 2015.
4. ↑  ”Norway” (på engelska). World Statesmen. http://www.worldstatesmen.org/Norway.htm. Läst 1 augusti 2015.
5. ↑  ”Mexico”. World Statesmen. http://www.worldstatesmen.org/Mexico.htm. Läst 30 juli 2015.